# 鈴木肇 (将棋)
鈴木 肇（すずき はじめ、 1987年9月9日 - ）は、日本の将棋のアマチュア選手、将棋講師である。元奨励会三段、第32期全国アマチュア王将、第72回全日本アマチュア名人。将棋講師として複数の将棋教室を運営しているほか、棋士の中村太地とともにYouTubeチャンネルを運営して将棋の普及活動を行なっていることでも知られる。神奈川県横浜市生まれ。

## 経歴

### 幼少期
小学2年のときに、2歳下の従弟でのちに奨励会三段になる森村賢平が将棋を指していたことがきっかけで将棋を始めた。地元の磯子将棋センターに入会していたが、従弟に負けたくないという思いもあり地元から離れた八王子将棋クラブにも通った。
2001年、中学2年生で所司和晴門下となり奨励会試験を受けるも不合格となった。2002年に合格して奨励会に入会した。

### 奨励会
中学3年生で6級で入会、横浜高校に進学して高校1年生で2級に昇級。2009年に23歳で三段に昇段した。
2013年度前期は年齢制限を迎える三段リーグとなり、最終18局の27歳の宮本広志との対局は共に9勝8敗で迎え、勝利した方が勝ち越して在籍を延長できるという対局となったが、鈴木が敗れて奨励会退会となった。宮本は2013年度後期に四段に昇段した。

### アマチュアとして
森内俊之などから将棋講師の誘いを受けたことをきっかけとして指導者となった。将棋講師として「はじめ将棋教室」（横浜市南区）、「青葉はじめ将棋教室」（横浜市青葉区）、「両国将棋塾」（東京都墨田区）を運営しているほか、聖光学院中高将棋部の指導なども行なっている。
2015年、第32期アマチュア王将位大会で優勝。
2016年、第70回全日本アマチュア名人戦でベスト4に進出。2018年には第72回大会で優勝し、全日本アマチュア名人となった。この優勝を受けて磯子区栄誉賞を受賞した。
2018年5月より漫画『リボーンの棋士』を監修していた。

## 著書

### 単著
- 振り飛車を一刀両断! 右四間飛車エルモ囲い (マイナビ将棋BOOKS) （2020年6月、マイナビ出版、ISBN 978-4839973544）
- 進化を続ける! 右四間飛車エルモ囲い (マイナビ将棋BOOKS) （2022年4月、マイナビ出版、ISBN 978-4839979690）
- 反撃する現代四間飛車～はじめ先生と学ぶ新研究～(マイナビ将棋BOOKS)（2024年1月、マイナビ出版、ISBN 978-4839985288）

### 棋譜監修
- リボーンの棋士（１） (ビッグコミックス) （2018年9月、小学館、ISBN2 978-4-09-860093-9）
- リボーンの棋士（２） (ビッグコミックス) （2018年12月、小学館、ISBN2 978-4-09-860151-6）
- リボーンの棋士（３） (ビッグコミックス) （2019年4月、小学館、ISBN2 978-4-09-860300-8）
- リボーンの棋士（４） (ビッグコミックス) （2019年8月、小学館、ISBN2 978-4-09-860384-8）
- リボーンの棋士（５） (ビッグコミックス) （2019年12月、小学館、ISBN2 978-4-09-860466-1）
- リボーンの棋士（６） (ビッグコミックス) （2020年5月、小学館、ISBN2 978-4-09-860621-4）
- リボーンの棋士（７） (ビッグコミックス) （2020年8月、小学館、ISBN2 978-4-09-860699-3）